# Paige Spiranac
Paige Renee Spiranac (Wheat Ridge, Colorado; 26 de marzo de 1993) es una modelo, instructora de golf, ex golfista profesional y personalidad de las redes sociales estadounidense. Jugó al golf universitario en la Universidad de Arizona y la Universidad Estatal de San Diego, ganó los honores All-Mountain West durante las temporadas 2012-13 y 2013-14 y llevó a los Aztecas de San Diego a su primer Campeonato de la Mountain West Conference en la historia de la escuela.
Spiranac continuó jugando profesionalmente en 2015, en el Cactus Tour y en otras partes, obteniendo su primera y única victoria hasta ahora en el Orange Tree Country Club de Scottsdale.
Después de crear inicialmente sus cuentas de redes sociales para publicar vídeos de trucos, Spiranac obtuvo más de 1,6 millones de seguidores en Instagram.

## Primeros años
Nacida en Wheat Ridge, Colorado, en el seno de una familia de deportistas de origen croata, el padre de Spiranac, Dan, era miembro del equipo de fútbol americano del campeonato nacional de los Pittsburgh Panthers de 1976 y su madre, Annette, era bailarina profesional de ballet. Su hermana mayor, Lexie, también recibió una beca atlética universitaria, ya que compitió en el equipo de atletismo de la Universidad Stanford.
Al crecer en Monument, Colorado, practicó gimnasia con la esperanza de competir en los Juegos Olímpicos. Spiranac fue lo suficientemente talentosa como para saltar del nivel seis a las élites, además de recibir una invitación de Karolyi Ranch, una oferta ofrecida a aquellos con un futuro olímpico. A la edad de 12 años, una rótula rota dos veces descarriló su carrera de gimnasia y la empujó hacia el golf. Una víctima de bullying entre otras gimnastas debido a una condición de cabello, buscó refugio en el aislamiento del golf. Spiranac divide el tiempo entre Scottsdale, Arizona, y Monument, Colorado, como un hogar escolarizado y así tener tiempo para entrenar.

## Trayectoria juvenil

### Golf júnior
En su temprana carrera de golf, Spiranac ganó cinco torneos en siete intentos en el circuito de golf júnior de Colorado, convirtiéndose en una de las 20 mejores jugadoras júnior del mundo, en una de las cinco mejores universitarias, y fue dos veces Jugadora del Año en la Región Oeste y fue elegida para el primer equipo All-American como miembro del Future Collegians World Tour. Su éxito en el golf juvenil la llevó a recibir una beca de la Universidad de Arizona.

### Universidad de Arizona
En su primer año, Spiranac solo compitió en tres eventos para los Wildcats durante la temporada 2011-12, incluida la Windy City Intercollegiate, Pac-12 / SEC Challenge y Wildcat Invitational. Su mejor puntaje del año fue de 73, el cual obtuvo en dos ocasiones durante el Windy City Intercollegiate.

### Universidad Estatal de San Diego
Después de transferirse a la ciudad de San Diego en busca de un cambio de ambiente, Spiranac llegó a encontrar un éxito mucho mayor con los San Diego State Aztecs. En su temporada 2012-13, logró alcanzar los honores del Primer Equipo All-Mountain West en su camino a terminar quinta en el Cal Classic, sexta en el Campeonato Mountain West y decimonovena en el Campeonato Regional Central de la NCAA. Su temporada júnior 2013-14 resultó en el Segundo Equipo All-Mountain West Honors junto con un top ten en el Campeonato Mountain West. La temporada sénior de Spiranac terminó con el primer Campeonato de la Conferencia West Mountain de los Aztecas en la historia de la escuela. Su equipo culminó la celebración al saltar al Mission Hills Country Club's Poppy Pond, con Spiranac reflexionando sobre el momento como "uno de los momentos más felices de mi vida".

### Post-universidad

#### CWGA Match Play
En julio de 2015, la Asociación de Golf de Colorado organizó el 100º Campeonato Match Play de la Asociación de Golf de Mujeres de Colorado en el Raccoon Creek Golf Course. Apenas un par de meses después de graduarse de la Universidad Estatal de San Diego, Spiranac compitió contra algunos de los jóvenes golfistas talentosos de Colorado. En un combate por el título de 35 hoyos contra Brittany Fan de la Universidad de Colorado en Boulder, Spiranac terminó nueve hoyos bajo par con el fin de asegurar la victoria. Ya ganadora de la CWGA Junior Stroke Play 2010, esta victoria en el torneo fue su segundo campeonato CWGA.

#### Abierto de Mujeres de Colorado
El CoBank Colorado Women's Open es un torneo en el Green Valley Ranch Golf Club en Denver, Colorado. La Fundación de Golf Abierto de Colorado lo presenta como una forma de beneficiar a un importante programa de golf juvenil llamado The First Tee. Durante el evento de 2016 y la 22.ª edición del torneo, Spiranac compitió con otros 94 golfistas por el primer premio de $11.000. Terminó el evento con rondas de 74, 71 y 70 para ubicarse en el noveno lugar en el torneo a uno bajo par. Su noveno lugar le otorgó un premio de $1.750.

## Carrera profesional
En 2015, un artículo de Total Frat Move alentó a las personas a que visitaran la página en línea de Spiranac, lo que resultó en la creación de una cuenta en Instagram de la deportista, la cual pasó de menos de 10.000 seguidores a más de 100.000 en solo dos días. Su nueva presencia en los medios sociales la llevó a ser invitada a jugar en el Omega Dubai Ladies Classic en 2015. Pasó por alto el corte, pero la atención en línea le proporcionó muchos patrocinadores y acuerdos de patrocinio. Su temporada de golf de 2016 la vio jugar en el Cactus Tour, terminando la temporada con $8.010 en ganancias y otra invitación a Dubái.

### Cactus Tour
Spiranac debutó en el Cactus Tour en Las Colinas en Queen Creek, Arizona. El evento vio cómo terminaba empatada en el 14° lugar con un bajo par, principalmente gracias a una ronda final de cinco bajo par. Su final resultó en un premio de $100 de la bolsa de $12.080, una cifra pequeña incluso entre los torneos de golf profesional femenino. Su segundo evento en Lookout Mountain resultó en un tercer lugar empatado en uno bajo par con Hannah Arnold. Una vez más, Spiranac utilizó una fuerte demostración de la ronda final para propulsarla en la tabla de clasificación al anotar la mejor puntuación del día con tres bajo par. Esta vez se llevó a casa un premio de $950. Ganando por primera vez en el Orange Tree Country Club de Scottsdale, su ronda de domingo de 68 la impulsó a una victoria en los playoffs en su tercer evento. Terminando con rondas de 71, 74 y 68, Spiranac obtuvo la victoria de muerte súbita sobre Hannah O'Sullivan, la mejor amateur del mundo en ese momento. Spiranac continuó su juego fuerte con un noveno lugar en Stallion Mountain y un premio de $800. Comenzó el último día cerca de la parte superior del tablero, pero luchó para llegar a una ronda de seis sobre par. En el Aliante Golf Club, Spiranac compitió para un lugar 17 empatado entre un campo de 52 golfistas. Su final de doce sobre par le dio un premio de $575. Terminó ocho sobre par para un séptimo lugar en Walnut Creek en Mansfield, Texas, ganando $600 por su desempeño.
El primer evento de Spiranac en casi dos meses resultó en un empate en segundo lugar con Jane Rah y Caroline Inglis. Este torneo en Legacy en Phoenix, Arizona, fue su segundo mejor resultado del año, recompensándola con un premio de $935. Consiguió otro top 5 en Trilogy cuando disparó dos bajo par durante la ronda final. El premio de $800 continuó una serie de sólidos resultados en los campos de golf de Arizona durante la gira. El evento final de la temporada tuvo lugar en Sun City, Arizona, para el Abierto Femenino de Arizona 2016. Spiranac mostró una mejora en cada día, pero su puntaje de 78 en la primera ronda la mantuvo más abajo en la clasificación y sin opciones por el dinero. Terminó la temporada con un puesto 30 en el torneo, pero con mucho éxito para recordar.
Spiranac cambió su agente por Jeremy Aisenberg de la compañía Octagon después de la temporada para que pudiera concentrarse en aumentar su presencia e influencia en las redes sociales. Después de perderse el corte una vez más en Dubái en 2016, desde entonces no ha jugado golf profesionalmente.

## Carrera empresarial
Spiranac firmó acuerdos con PXG, 18Birdies y Cybersmile, y también ha aparecido en revistas como Sports Illustrated Swimsuit y Golf Digest. Comenzó a escribir una columna mensual en Golf Magazine a partir de la edición de diciembre de 2018.

### Parsons Xtreme Golf
En 2017, Spiranac firmó con PXG, o Parsons Xtreme Golf, para representar a sus clubes de golf en las redes sociales y comerciales de televisión. PXG tiene acuerdos con varios jugadores de la PGA y LPGA debido a su creciente popularidad como marca internacional. Algunos de sus clubes incluyen el PXG 0811X Driver y el PXG Gunboat Black putter. Las cuatro áreas de enfoque promovidas por Spiranac como parte de la Tropa PXG incluyen Growing the Game, Inspiring Women, Healthy Living y Promoting Anti-Bullying.

### 18Birdies
En 2017, Spiranac se convirtió en embajadora de la marca 18Birdies para ayudar a comercializar la aplicación de golf en todo el país. 18Birdies es una aplicación de golf diseñada para una mayor interacción social y competiciones entre golfistas, capacidad de seguimiento de estadísticas y puntajes, y un sistema GPS con más de 30.000 cursos en su base de datos. La posición de Spiranac ha incluido un papel integral en la campaña de publicidad televisiva nacional de la compañía, los primeros comerciales de los que ha sido parte. Uno de los obsequios del programa DreamGames de la compañía incluyó la oportunidad de jugar una partida de golf con Spiranac.

### Cybersmile Foundation
En 2017, Spiranac se convirtió en embajadora de Cybersmile, una organización sin ánimo de lucro que trabaja para combatir el ciberacoso al brindar apoyo global y programas educativos sobre el abuso en línea. Una de sus funciones dentro de la organización es hablar con los niños de todo el país sobre la intimidación y cómo tomar medidas para protegerse de ella. Spiranac lidió con una condición cuando era una niña que restringía su cabeza para que no le creciera el cabello, por lo que las condiciones difíciles y el acoso escolar la han seguido durante la mayor parte de su vida. Sus propias experiencias con acosadores y malos comentarios en línea la han motivado a trabajar contra el acoso escolar en organizaciones como Cybersmile.

### Six Zero Six Fitness
Six Zero Six Fitness es un sitio web que contiene programas de entrenamiento diseñados por Steve Tinoco en colaboración con Spiranac. Juntos, desarrollaron un programa de entrenamiento llamado Six Week Peak Fitness Challenge destinado a mejorar la salud de las personas. Según el sitio web de la compañía, el programa básico cuesta $34.99 y tiene preferencias tanto masculinas como femeninas.

## Impacto en redes sociales
Las posiciones tradicionales en la industria del golf han incluido emisoras, golfistas e instructores, pero Spiranac ha encontrado un rol único en la historia del golf. Es difícil definir o clasificar ese rol, pero su presencia en las redes sociales ha abierto oportunidades para impactar e innovar el deporte. Teniendo en cuenta que sus redes sociales siguen en comparación con la élite del golf como Rory McIlroy, Jordan Spieth y Rickie Fowler, su presencia se está haciendo notar. La fama de Spiranac le abrió las puertas y también criticó a quienes no están de acuerdo o cuestionan lo que ella trae al golf. En sus casi siete décadas de publicación, Golf Digest ha mostrado a una mujer en la portada veintitrés veces, y solo once de ellas son portadas en solitario de golfistas profesionales. Algunas personas creen que es justo cuestionar si la atención de los medios de Spiranac y su inclusión en el golf profesional está justificada en función de lo que realmente ha logrado en el campo de golf. Sarah Spain, de ESPN, llegó incluso a sugerir que la única razón por la que Golf Digest consideraba a Spiranac para su portada era el tipo de ropa que usaba. Spiranac ha recibido críticas por "sexualizar el golf femenino", y aunque ha mencionado las formas en que los comentarios de las personas la han lastimado, ella ha seguido trabajando para encontrar su lugar en el golf.
En febrero de 2018, Paige Spiranac apareció en el número 2018 de Sports Illustrated Swimsuit Issue por primera vez. Spiranac usó la experiencia para promover su mensaje contra la intimidación y para continuar luchando por el derecho de la mujer a sentirse cómoda en su propia piel. Una tendencia en las características de Spiranac en varias publicaciones es el mensaje que intenta enviar sobre el acoso escolar. Ha usado su plataforma para hablar continuamente sobre sus propias experiencias dolorosas con los acosadores y lo que cree que la sociedad necesita hacer para solucionar el problema. Spiranac se abrió a publicaciones como Sports Illustrated Swimsuit y Golf Digest para compartir sus cuentas de usuarios de Internet aleatorios que la acosan en línea. Después de alcanzar una vez un punto en el que "ya no quería vivir", desde entonces ha utilizado esa experiencia como motivación para su lucha contra el maltrato en línea.
En 2017, la LPGA introdujo un código de vestimenta más estricto para sus jugadoras, según el cual los profesionales de la gira no pueden usar camisas con escotes pronunciados, leggings o faldas cortas. Spiranac se convirtió en uno de los oponentes más férreos al código que generó un artículo de opinión de Fortune: La progresión del golf femenino se está hundiendo más allá de nuestros escotes.
El 11 de abril de 2018, Golfweek compartió un vídeo de Steve Tinoco, Paige Spiranac y el golfista de la PGA Tony Finau que intentaba romper un Récord Mundial Guiness. El desafío requería que atraparan pelotas de golf desde 100 metros de distancia en el transcurso de un minuto. Al comienzo del vídeo, el récord mundial fue de 11 bolas atrapadas, pero Spiranac y compañía rompieron el récord con 12 capturas en un minuto.

## Vida personal
Estuvo casada con Steven Tinoco, un entrenador personal suyo desde mediados del 2018, hasta inicios del 2022, cuando se divorciaron, aduciendo diferencias.